# 美博会
美博会（China International Beauty Expo，CIBE）是中華人民共和國一個美容展览会，由马娅创办于1989年。每年在北京、上海、广州、深圳4個城市举办。
1989年马娅创立广州国际美博会，在廣州流花展馆舉辦，同時广东省美容美发化妆品协会成立。2008年，广州国际美博会開始在广交会展馆举办。2012年广州国际美博会更名为广东国际美博会。2015年5月，广东国际美博会更名为美博会。2016年5月首次在上海舉辦，2017年首次在北京舉辦。2019年在深圳舉辦。

## 外部連結
- 官方网站